# Gwen McCrae
Pour les articles homonymes, voir McCrae.
Gwen McCrae, née Gwen Mosley le 21 décembre 1943 à Pensacola (Floride) et morte le  21 février 2025, est une chanteuse américaine. Elle travaille notamment avec son mari George McCrae et reste connue pour la chanson Rockin' Chair (1975) et Keep the fire burning (1982).

## Carrière
Son titre All This Love That I'm Givin' (1979) a été samplé, entre autres, dans la chanson Feeling for You (1999) de Cassius. Il figure également dans la bande originale du film Nos plus belles vacances de Philippe Lellouche (2012 - source : générique).

## Discographie

### Albums studio
- 1975 : Rockin' Chair
- 1975 : Together (avec George McCrae)
- 1976 : Something So Right
- 1978 : Let's Straighten It Out
- 1979 : Melody of Life
- 1981 : Gwen McCrae
- 1982 : On My Way
- 1996 : Psychic Hotline
- 1997 : Girlfriend's Boyfriend
- 1999 : Still Rockin'
- 2004 : I'm Not Worried
- 2006 : Gwen McCrae Sings TK

### Album live
- 2006 : Live in Paris at New Morning

### Compilation
- 1992 : The Best of Gwen McCrae